# Двенадцать месяцев (фильм)
«Двенадцать месяцев» — советский двухсерийный цветной телевизионный фильм-сказка, поставленный на киностудии «Ленфильм» в 1972 году режиссёром Анатолием Граником по одноимённой пьесе Самуила Маршака.

## Сюжет

### Первая серия
Осиротевшая красавица живёт со своей эгоистичной и равнодушной мачехой, которая относится к ней как к служанке, и избалованной сводной сестрой. Однажды, в самый канун Нового Года, мачеха отправила падчерицу в лес за хворостом. Находясь в лесу, девушка обнаруживает, что происходят странные вещи: животные начинают разговаривать и играть, как люди. Пожилой солдат, который пришёл в лес за ёлкой для самой королевы, тоже потерявшей родителей, говорит ей, что в этот день всегда случаются чудеса. Он упоминает, что его предку посчастливилось лично встретить Двенадцать месяцев на Новый год.
Тем временем юной своенравной королеве приходит в голову безумная идея: наполнить корзину свежими подснежниками в качестве новогоднего подарка. Человеку, который принесёт это, обещана такая же корзина, наполненная золотом. Несмотря на уговоры старого профессора, который всячески воспитывал и обучал принцессу, владычица приводит приказ в исполнение.
Мачеха и сводная сестра, одержимые мыслью о золоте, хотят во что бы то ни стало раздобыть подснежники, хотя они и понимают, что это невозможно. После жаркого спора о том, кто из них пойдёт, они понимают, что самое простое решение — отправить ненавистную падчерицу, которой сводная сестра ужасно завидует из-за красоты и всеобщего обожания последней. Когда девушка возвращается домой, мачеха и сестра вновь отправляют её в лес, пригрозив не пустить в дом без подснежников.
Через некоторое время блуждания по зимнему лесу героиня сдаётся и уже готовится умереть на морозе. Но вдруг она случайно натыкается на костёр, разожжённый Двенадцатью Месяцами, и просит разрешения погреться у огня. Зимние месяцы колеблются, а весенние и летние месяцы приветствуют девушку. Та рассказывает им про свою беду, и Апрель умоляет своих братьев позволить ему править землёй в течение часа, чтобы гостья могла собрать свои подснежники. Они соглашаются без особых протестов, и вскоре Апрель приносит временную весну, а земля белеет от подснежников.
Пока падчерица собирает цветы, Месяцы рассказывают друг другу о ней. Выясняется, что они хорошо знают её в лицо и всегда были тронуты её добрым и щедрым духом, и что Апрель очень сильно влюблён в неё. По возвращении Апрель дарит девушке волшебное кольцо, которое позволит ей обращаться к ним всякий раз, когда у неё возникнут проблемы, при этом Месяцы строго запрещают ей рассказывать кому-либо о своём знакомстве с ними. Довольная падчерица возвращается домой.

### Вторая серия
Пока падчерица спала, её завистливая сводная сестра крадёт волшебное кольцо. Вместе с матерью она едет в королевский дворец за вознаграждением. Там женщины пытаются соврать, что сами нашли подснежники возле озера, которое каким-то чудом не замёрзло. Однако, когда королева решает сама отправиться туда, мачеха была вынуждена сознаться, что никакого оттаявшего озера не было, а цветы нашла её приёмная дочь. Королева велит подать карету и ехать в лес, а мачеху с дочерью отправляет за падчерицей.
Как только обитатели дворца приезжают к озеру, а мачеха приводит падчерицу, королева, очарованная её красотой, предлагает ей богатства. Девушка отвечает, что ей ничего не надо, и просит лишь, чтобы ей вернули украденное кольцо. Королева забирает его у сводной сестры и требует рассказать, откуда оно — а следовательно, кто дал подснежники. Падчерица, дабы не выдать своих названных братьев, отказывается рассказывать про цветы, и королева приказывает стражникам снять с девушки шубу «за упрямство», чтобы она замёрзла. Однако пожилой солдат, пожалев свою знакомую, окутывает её своим плащом, за что получает выговор. Профессор заступается за падчерицу и пытается утихомирить королеву, однако та, окончательно разгневавшись, отбрасывает кольцо в сторону и грозится утопить непреклонную девушку в проруби.
Падчерица, вспомнив слова Месяцев о том, как обращаться с волшебным колечком, произносит над ним заклинание, и в лесу неожиданно наступает весна. Сама девушка исчезает, но королева остаётся довольной, что нашла подснежники без её помощи. Впрочем, цветы быстро пропадают, а на их месте появляются ягоды. Чудесным образом весна сменяется летом, лето — осенью, а за осенью вновь приходит зима. За это время королева, её свита и мачеха с дочкой успевают изныть от жары и промокнуть под проливным дождём, а их шубы уносит ветром.
Замерзающая королева требует подать сани, однако ехать было не на чем — лошадей угнали иностранные гости. На опушке появляется Январь, и королева с профессором просят у него помочь им выбраться из леса, солдат — погреться у костра, а дочка мачехи второпях выпрашивает для них обеих шубы «на собачьем меху». Январь дарит им собачьи шубы, и мачеха начинает отчитывать дочь за спешку. Женщины бранятся, после чего превращаются в собак. Солдат запрягает их в сани, и вместе они отправляются в путь.
Тем временем падчерица греется у костра, после чего благодарит Месяцев за то, что они спасли её от смерти, а Апрель возвращает девушке утерянное колечко. Падчерице страшно с ним домой возвращаться, но Месяцы её успокаивают и говорят ей, что колечко теперь не отнимут. Затем девушке приносят приданое — платье и шубу, которых не было у самой королевы, после чего запрягают сани белыми лошадями. Когда приезжает королева со своим экипажем, то по совету солдата они отогреваются у костра. Затем выходит девушка в прекрасной шубе и просит королеву и экипаж подойти поближе. Мачеха с дочкой в собачьих обликах с трудом узнают в ней свою приёмную дочь и сестру.
Королева просит падчерицу, чтобы она подвезла её вместе с экипажем на своих санях, обещая за это наградить по-королевски, но девушка вновь отказывается. Солдат объясняет хозяйке, что награду обещать необязательно — достаточно лишь вежливо сказать: «Подвези нас, пожалуйста». Королева осознаёт свою ошибку, и главная героиня соглашается им помочь, попутно раздав всем шубы из своего сундука.
Сказка кончается тем, что все дружно садятся в сани Двенадцати Месяцев и уезжают.

## В ролях
- Наталья Попова — Падчерица
- Лиана Жвания — Королева
- Леонид Куравлёв — Старый солдат
- Николай Волков-старший — Профессор-учитель
- Ольга Викландт — Мачеха
- Марина Мальцева — Дочка
- Татьяна Пельтцер — Королевская гофмейстерина
- Константин Адашевский — Начальник королевской стражи
- Александр Соколов — Королевский канцлер
- Алексей Кожевников — Западный посол
- Лев Лемке — Восточный посол
- Георгий Тейх — Королевский прокурор
- Аркадий Трусов — Декабрь (в титрах как «Л. Трусов»)
- Борис Рыжухин — Январь
- Александр Афанасьев — Февраль
- Андрей Босов — Апрель (в титрах как «Л. Босов»)

### В эпизодах
- Александр Гаврилов — Март
- Виктор Перевалов — Май
- Виктор Семёновский — Июнь
- Сергей Дворецкий — Июль
- Валентин Жиляев — Август
- Анатолий Степанов — Сентябрь
- Лев Усачёв — Месяц
- Николай Кузьмин — Ноябрь
- Владимир Костин
- Николай Полищук — 2-й солдат (в титрах как «Н. Полещук»)
- Гелий Сысоев — 1-й глашатай
- Константин Григорьев — 2-й глашатай
- Олег Летников
- М. Розенблюм — садовник

## Съёмочная группа
- Сценарий и постановка — Анатолия Граника. По одноимённой сказке Самуила Маршака
- Главный оператор — Ростислав Давыдов
- Главный художник — Михаил Щеглов
- Композитор — Надежда Симонян
- Звукооператор — Наталья Левитина
- Режиссёры — Я. Нахамчук, Н. Окунцова
- Оператор — Алексей Гамбарян
- Монтажёр — И. Новожилова
- Балетмейстер — Борис Эйфман
- Редактор — Валерий Босенко
- Художник по костюмам — Татьяна Милеант
- Художник-гримёр — Е. Кудрявцева
- Художник-декоратор — Ю. Калинин
- Комбинированные съёмки:
  - Оператор — М. Покровский
  - Художник — Мария Кандат
- Ассистенты — С. Дворцов (оператора), А. Торговкин (оператора), А. Шевченко
- Директор картины — М. Рябкова
- Эстрадный оркестр Ленинградского радио, дирижёр — Александр Владимирцов (нет в титрах)

## Производство
Фильм снят по заказу Государственного Комитета Совета Министров СССР по телевидению и радиовещанию.
Хронометраж
- Первая серия — 1:03:05[3]
- Вторая серия — 1:15:24[4].